# Jane Campbell, Baroness Campbell of Surbiton

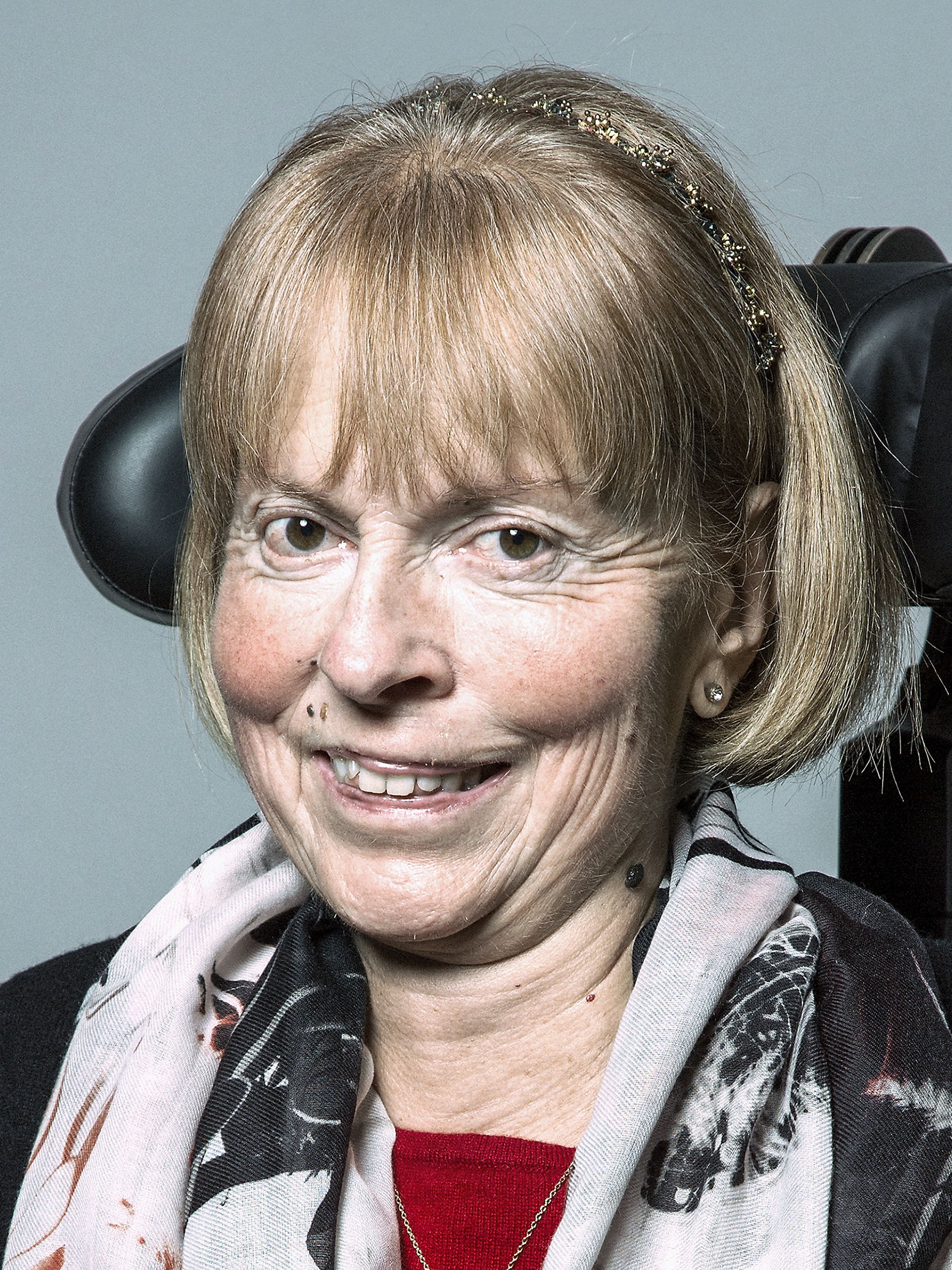
Jane Campbell, Baroness Campbell of Surbiton

Jane Susan Campbell, Baroness Campbell of Surbiton DBE (* 19. April 1959 in Kingston Hill, Surrey) ist eine britische Politikerin und Life Peeress. Campbell setzt sich politisch insbesondere für die Rechte von Behinderten ein.

## Leben und Karriere
Campbell leidet seit ihrer Geburt an spinaler Muskelatrophie. Sie wuchs in New Malden, im Südwesten Londons auf. Ihr Vater Ron war Heizungsmonteur und ihre Mutter Jesse Verkäuferin. Als Jane Campbell neun Jahre alt war, zogen ihre Schwester Sharon und sie mit der Familie in ein Haus am Wendover Drive.
Campbell besuchte eine Mädchenschule für Behinderte. Nach Erfüllung der Schulpflicht verließ Campbell im Alter von 16 Jahren die Schule. Ab 1975 besuchte sie das Hereward College in Tile Hill, Coventry, ein College insbesondere für Menschen mit Behinderungen. Dort erwarb sie, in den nächsten drei Jahren, sechs O-Levels und drei A-Levels. Anschließend besuchte sie das Hatfield Polytechnic an der University of Hertfordshire. An der University of Sussex erwarb sie einen Master of Arts mit einer Arbeit über die britische Frauenrechtlerin Sylvia Pankhurst.
Campbell war von 1984 bis 1986 Gleichstellungsbeauftragte (Equal Opportunities Liaison Officer) des Greater London Council. Von 1986 bis 1987 war sie als Disability Training Development Officer des London Boroughs Disability Resource Team tätig. Sie war von 1987 bis 1988 Principal Disability Advisor des London Borough of Hounslow und von 1988 bis 1994 Ausbildungsleiterin des London Borough Disability Resource Team.
Von 1991 bis 1995 war sie Vorsitzende des British Council of Disabled People. Von 1994 bis 1996 war sie unabhängige Beraterin (Independent Consultant) von Direct Payments. Von 1995 bis 2001 war sie Direktorin (Governor) des National Institute for Social Work. Sie war Co-Direktorin des National Centre for Independent Living von 1996 bis 2000. Mittlerweile ist sie dort Mitglied im Treuhandrat (Trustee). Im Jahr 2000 wurde sie Beauftragte (Commissioner) bei der Disability Rights Commission und hatte dieses Amt bis 2007 inne. Von 2007 bis 2009 war Campbell auch Beauftragte (Commissioner) der Equality and Human Rights Commission. Von 2007 bis 2008 war sie dort Vorsitzende (Chair) des Disability Committee der Equality and Rights Commission.
Sie war von 2001 bis 2005 Vorsitzende des Social Care Institute for Excellence. Von 2006 bis 2008 war sie Vorsitzende des Independent Living Review Expert Panel Office of Disability Issues. 2007 wurde sie zum Mitglied des Privy Council ernannt.
Seit 2008 ist sie Vorsitzende der Arbeitsgruppe Individual Budgets beim Office of Disability Issues und Mitglied der Redaktionsleitung des British Journal of Social Work, sowie Mitglied im ständigen Ausschuss über Pflegekräfte beim britischen Gesundheitsministerium (Standing Commission on Carers). Sie ist unabhängiges Mitglied der House of Lords Appointments Commission.

## Mitgliedschaft im House of Lords
Seit dem 30. März 2007 sitzt sie, zum Life Peer erhoben, als Crossbencher im House of Lords. Sie trägt den Titel Baroness Campbell of Surbiton, of Surbiton in the Royal Borough of Kingston upon Thames. Am 20. Juni 2007 hielt sie ihre Antrittsrede. Seit 2009 gehört sie der Disability Group an und führt dort gemeinsam mit Roger Berry den Vorsitz. Als ihre politischen Interessen gibt sie Gesundheits- und soziale Fürsorge, Sozialpolitik, Medizinethik, Selbstbestimmtes Leben von Menschen mit Behinderungen, Gleichbehandlungs- und Menschenrechte, Rechte von Behinderten, Palliative Care und Sterbebegleitung an.

## Ehrungen
Campbell wurde 1994 mit dem Mayor's Community Award von Kingston-upon-Thames ausgezeichnet. Sie hält zwei Ehrendoktorwürden, seit 2002 von der University of Bristol einen Doktor der Rechtswissenschaften (Hon LLD), seit 2003 von der Sheffield Hallam University einen Ehrendoktortitel der Universität (Hon DUniv).
Campbell wurde 2000 zum Member und 2006 zum Dame Commander des Order of the British Empire ernannt.

## Veröffentlichungen
- 1991: Disability Equality Training (gemeinsam mit Kath Gillespie-Sells, Central Council for Education & Training in Social Work, ISBN 0-904488-89-6)
- 1996: Disability Politics: Understanding Our Past, Changing Our Future (mit Mike Oliver), ISBN 978-0-415-07998-3
- 2008: It's my life- it's my decision? Assisted dying versus assisted living. (Beitrag) in: Luke Clements, Janet Read (Ed.): Disabled People and the Right to Life. The Protection and Violation of Disabled People’s Most Basic Human Rights, ISBN 978-0-415-40714-4